# 番粉圆

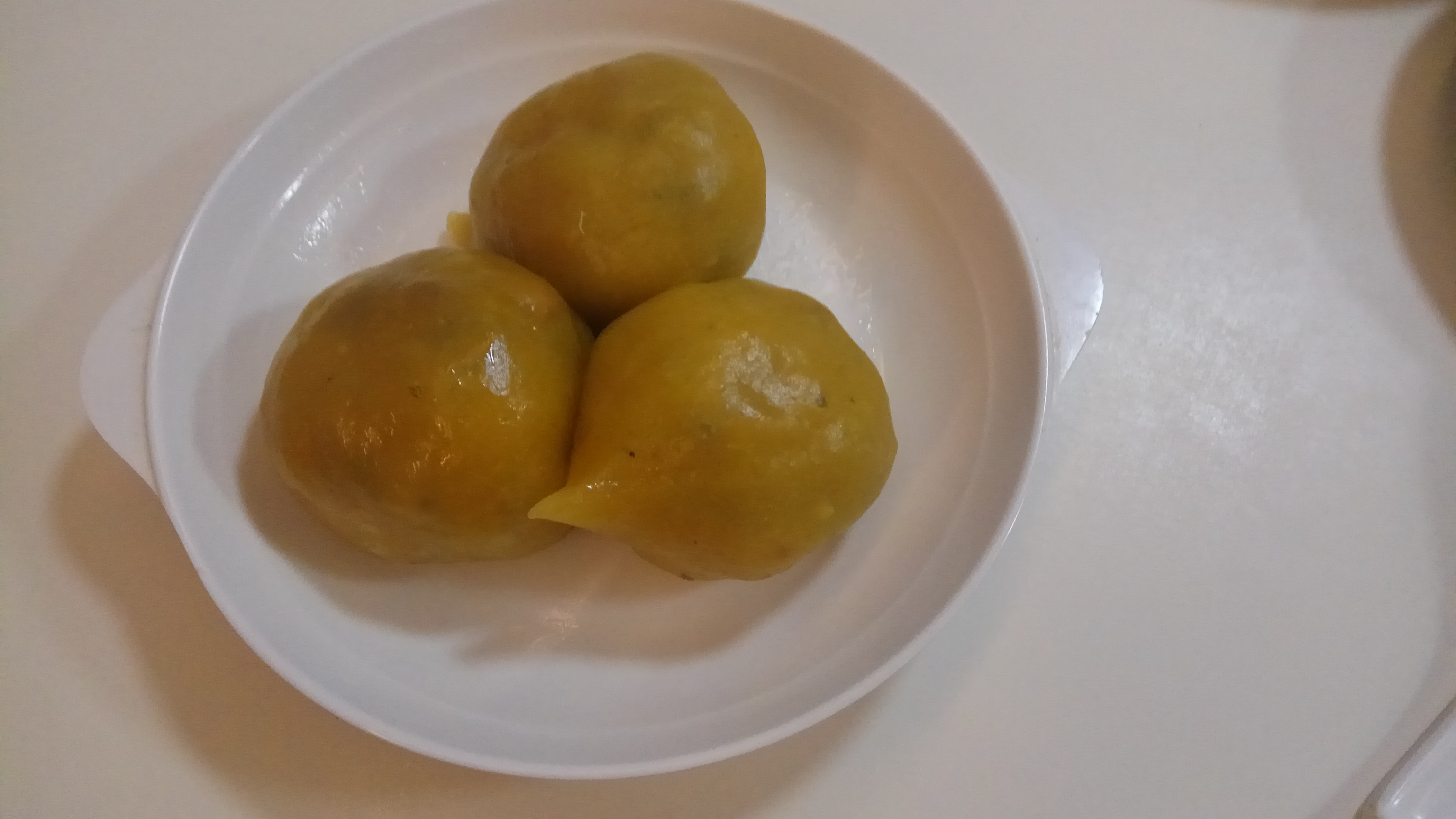
三个番粉圆

番粉圆，又名山粉圆、茹粉包、地瓜包等，是中国與臺灣的特色点心，主要在中國浙江省台州市玉环、温岭、臺灣南投縣竹山鎮一帶最為流行。番粉圆外皮以地瓜、红薯制成，包上馅料后烹煮，成品晶莹剔透，有较高的营养成分。番粉圆在中国·玉环海岛文化节上被评为“玉环特色点心”。

## 历史
番粉圆最早起源于明万历年间。冬至吃冬至圆是玉环的传统习俗，其中以番粉圆和糯米圆最为畅销。在过去，每逢清明、冬至，玉环人（如坎门一带）家家户户都要做番粉圆。而随着现代生活节奏的加快，人们倾向于到街上买现成的、已经做好了的番粉圆。
玉环的著名餐厅瞿阿龙餐饮便是由制作番粉圆起家。在2008年的浙江农业博览会（浙江省农博会）上，玉环县派出的代表在会上卖番粉圆，受到热捧，5天卖出5万个。在2009年举办的第二届中国·玉环海岛文化节上，番粉圆被评为“玉环特色点心”，并在这一活动的“渔家美食节”上以现场制作的方式进行展示。2017年12月，坎门成人文化技术学校组织“坎门味道”系列培训班，手艺人教市民如何制作番粉圆，传承这一特色美食。

## 概况
番粉圆的外形晶莹剔透，比较像广东一带的早点粉果。番粉圆的馅料包含海鲜、蔬菜、豆制品等原料，有较高的营养成分，并含丰富的碳水化合物与蛋白质。番粉圆做法比较简单，先把馅料炒好，把红薯煮熟后和红薯粉一起搅拌，待颜色搅拌均匀后，用手指拈出一个圆球形中空的团皮，包料之后放锅内烹煮后等待即可。但番粉圆的做法也有很多讲究，比如要控制烹煮的温度，以及红薯和红薯粉搅拌的比例等。而且，番粉圆并非一年四季都有，比如夏季没有新鲜的红薯便没有番粉圆；需要红薯上市后才能制作。